# 溴代乙醛缩二乙醇
溴代乙醛缩二乙醇，结构式BrCH2CH(OC2H5)2。

## 性质
有强烈气味液体，具催泪性。与水混溶，溶于乙醇、乙醚。

## 制备
由溴乙醛在干燥溴化氢作用下与乙醇反应得到。反应后用氨中和多余的溴化氢，并经减压分馏，得到溴代乙醛缩二乙醇成品。
{\displaystyle \mathrm {\ BrCH_{2}CHO+2C_{2}H_{5}OH\ {\xrightarrow {HBr}}\ BrCH_{2}CH(OC_{2}H_{5})_{2}+H_{2}O} }

## 用途
用于生产药物扑尔敏。